# Salvelinus japonicus
Salvelinus japonicus är en fiskart som beskrevs av Oshima, 1961. Salvelinus japonicus ingår i släktet Salvelinus och familjen laxfiskar. IUCN kategoriserar arten globalt som starkt hotad. Inga underarter finns listade i Catalogue of Life.